# Numel
Numel (japanski: ドンメル Donmeru) jedan je od 1025 fiktivnih vrsta Pokémona iz medijske franšize Pokémon, skupa Pokémon videoigara, animiranih serija, manga stripova, knjiga, igraćih karata i drugih medija kojima je tvorac Satoshi Tajiri. Svrha je Numela u videoigrama, animiranoj seriji i manga stripovima, kao i svrha ostalih Pokémona, borba s divljim Pokémonima – neukroćenim stvorenjima koje igrači i likovi pronalaze dok kreću na razne avanture – i pripitomljenim Pokémonima drugih Pokémon trenera.
Numelovo je ime kombinacija engleskih riječi "numb" = ukočen, i "camel" = deva te je doslovno značenje njegova imena "ukočena deva". Njegovo je japansko ime kombinacija japanske riječi 鈍 (don) = tupav, i engleske riječi "camel".

## Biološke karakteristike
Numel u svome tijelu pohranjuje magmu topliju od 2,200 Fahrenheitovih stupnjeva (1204.44 °C). ako se Numel na bilo koji način smoči, ili ako se magma ohladi, njegove kretnje postanu trome i nezgrapne. Čak i kada je najsposobniji, Numel je nevjerojatno tupav i odsutan, poput Vodenog Pokémona Slowpokea (u Pokémon Colosseum igri, nakon što napad udari Numela, on samo odmahne glavom kao da se pita što se zapravo dogodilo). Doduše, njegovo će tupavo ponašanje oslabjeti ako ogladni, jer Numel ne podnosi glad.
Numel nalikuje na veoma sklupčanu i zdepastu jednogrbu devu (i kao što mu ime sugerira, veoma tupavu devu). Ima tamnosivo prstenje oko očiju, a vrh njegove grbe obično je zelene boje, dajući dojam uspavanog vulkana. Kada je Numel Shiny Pokémon, ovo je područje svijetloplave boje. Ima malene šiške na čelu te ima stalno odsutan izraz lica.

## U videoigrama
Numel je dostupan u igrama Pokémon Ruby, Sapphire i Emerald, kao i u Pokémon Diamond i Pearl igrama. Može ga se pronaći na Vatrenom putu i Stazama oko njega. Isto tako, može ga se oteti Cipher Peonu Solaxu u Pokémon XD: Gale of Darkness igri. 
Numel ima niske statistike, što je uobičajeno za Elementarnog Pokémona koji tek treba evoluirati. Njegov dvostruki tip Vatrenog/Zemljanog Pokémona dopušta mu da jednako učinkovito raspolaže Vatrenim i Zemljanim napadima, kao što su Bacač plamena (Flamethrower) i Rascjep (Fissure), doduše, ova ga kombinacija tipova čini veoma slabim na Vodene napade. Numel može posjedovati jednu od dviju Pokémon sposobnosti; Zaboravljivost (Oblivious), što ga čini imunim na tehniku Privlačenja (Attract), ili Bezazlenost (Simple Minded), što djelovanje Numelovih napada i predmeta koje drži čini još djelotvornijim. Numel se u Camerupta razvija na 33. razini.
U divljini, Numel često drži Rawst bobicu.

## U animiranoj seriji
Numel se nekoliko puta pojavio u Pokémon animiranoj seriji, no u epizodi "Game Winning Assist", Numel se pojavljuje kao glavni Pokémon epizode. Ash i društvo otkriva ranč prepun Numela. Tim Raketa ima namjeru ukrasti Numele, no, kao i obično, ne uspijevaju u svom planu te Ash i društvo nastavljaju svoje putovanje.